# Historia Żydów w Oleśnicy
Historia Żydów w Oleśnicy – społeczność żydowska zamieszkiwała Oleśnicę od czasów średniowiecza, kiedy to w 1329 roku otrzymali zgodę od księcia Konrada I na osiedlenie się w mieście. Trzykrotnie byli oni wydalani z miasta, w 1453 roku, w 1535 roku i w 1575 roku. Po tym czasie powrócili oni do miasta dopiero w drugiej połowie XVIII wieku, kiedy Śląsk został przejęty przez Królestwo Prus. Od 1933 roku społeczność tę zaczęły dotykać represje związane z polityką wewnętrzną Niemiec. W nocy z 9 na 10 listopada 1938 roku, podczas Kristallnacht, doszło do spalenia synagogi. Część Żydów wyemigrowała, natomiast ci, którzy pozostali, od 1940 roku objęci zostali deportacjami i wywózkami do obozów przejściowych i ostatecznie koncentracyjnych. Po zakończeniu II wojny światowej społeczność żydowska w Oleśnicy się nie odbudowała.

## Historia
W 1329 roku książę oleśnicki Konrad I przyznał Żydom prawo osiedlania się w księstwie, co doprowadziło do przybywania do miasta zamożnych rodzin, które z czasem zaczęły oferować swoje usługi książęcemu dworowi. Gmina żydowska powstała w 1389 roku i funkcjonowała przy wsparciu księcia Konrada II. Pierwsze wzmianki o oleśnickiej synagodze pochodzą z 1417  lub 1420 roku. Miała być ona wzorowana na synagodze Staronowej z Pragi, która powstała w 1270 roku. Oleśniccy Żydzi zamieszkiwali okolice synagogi i posiadali własną szkołę oraz rzeźnię. W pobliskich murach zlokalizowana była także furta żydowska, najprawdopodobniej sfinansowana z funduszy gminy.

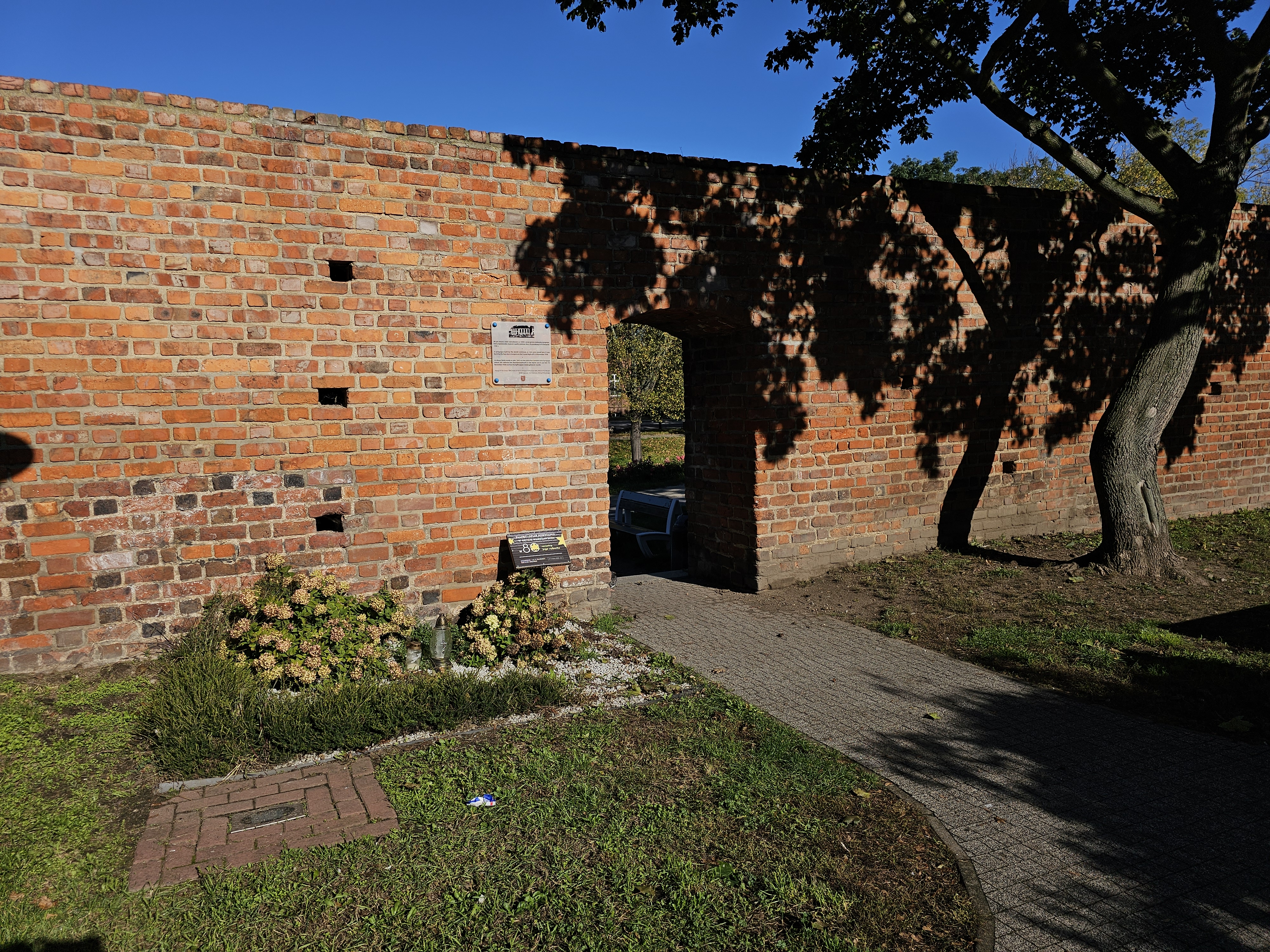
Otwór furty żydowskiej w murach miejskich

Poglądy głoszone przez kaznodzieję Jana Kapistrana i jego działalność we Wrocławiu w 1453 roku dotknęła również społeczność żydowską w Oleśnicy. W tym samym roku zostali oni oskarżeni o sprofanowanie hostii i zostali wygnani z miasta. Jednak w 1495 roku Henryk I Starszy potwierdził prawo Żydów do osiedlania się w mieście i już na początku wieku XVI społeczność ta zaczęła się odradzać w Oleśnicy. W 1521 roku miasto zamieszkiwało siedem rodzin żydowskich.
W 1530 roku do Oleśnicy z Pragi przybył drukarz Chaim Schwarz, który w przybudówce do synagogi założył ze swoim wspólnikiem Dawidem ben Jonatanem drukarnię. W tym samym roku wydrukował Pięcioksiąg. Uznaje się, że była to najstarszy znany oleśnicki wolumen i pierwszy w języku hebrajskim, który ukazał się na terenie Śląska i Niemiec. Pozycja ta znajduje się w zbiorach Biblioteki Bodlejańskiej. Drukarnia Schwarza była najprawdopodobniej najstarszą drukarnią żydowską na Śląsku. Innym słynnym wówczas drukarzem żydowskim był Samuel Halicz (Helicz), którego rodzina posiadała własną drukarnię w Krakowie. W wyniku rodzinnych sporów Samuel wyjechał z Krakowa do Oleśnicy w 1534 lub 1535 roku, gdzie wydrukował modlitewnik i Pięcioksiąg w języku hebrajskim .
1 września 1535 roku miasto zostało zniszczone przez huragan, który zniszczył ok. 60 domów i synagogę. Za winnych katastrofy uznano oleśnickich Żydów i za karę wygnano ich z miasta, a synagogę przekształcono w zbrojownię, potem magazyn (natomiast w 1685 roku dawna synagoga przeszła remont i stała się kościołem ewangelickim). Po około 20 latach Żydzi powrócili do miasta, ale w 1575 roku ponownie ich wygnano. Zanim opuścili miasto, pozwolono im sprzedać swój dobytek, domy oraz uregulować długi. Od tego czasu Żydzi odwiedzali Oleśnicę w celach handlowych i zaopatrywania lokalnej mennicy w kruszce.
Żydzi zaczęli się ponownie osiedlać w Oleśnicy w drugiej połowie XVIII wieku, po tym, jak Śląsk został przejęty przez Prusy. W 1758 roku w mieście było 24 mieszkańców pochodzenia żydowskiego. W 1812 roku w Prusach wprowadzono Edikt die Burgerlichen Verhaltnisse der Juden, czyli edykt emancypacyjny Żydów, którzy stali się dzięki niemu pełnoprawnymi obywatelami królestwa. Otrzymali oni swobodę kultu religijnego, osiedlania się, wykonywania zawodu czy też edukacji . W 1817 roku w Oleśnicy powstała oficjalnie gmina żydowska, a pierwsze miejsce modlitwy mieściło się w mieszkaniu. W 1822 roku w mieście utworzono towarzystwo pogrzebowe. Od 1921 roku w Oleśnicy funkcjonował cmentarz żydowski, początkowo o powierzchni 0,15 ha.
W 1839 roku gmina otrzymała zgodę na budowę nowej synagogi w okolicy furty żydowskiej. Otwarcie synagogi nastąpiło w 1840 roku. Natomiast siedem lat później władze uchwaliły prawo Gesetz über die Verhältnisse der Juden, które regulowało kwestie prawne i terytorialne gmin żydowskich. Od tego roku kahał w Oleśnicy funkcjonował jako gmina synagogalna (Synagogen-Gemeinde) . Od 1860 roku gmina posiadała własnego rabina. W 1885 roku społeczność żydowska w mieście liczyła 335 osób, w późniejszych lata już tylko malała. Od 1880 roku w mieście działało Żydowskie Stowarzyszenie Kobiet w Oleśnicy.
Do roku 1933 stosunki ludności żydowskiej z mieszkańcami miasta i okolicznych wsi były dobre, za to nie wszyscy przedstawiciele oleśnickiego duchowieństwa chrześcijańskiego reprezentowali podobne postawy. Po dojściu do władzy NSDAP oleśnickich Żydów dotknęły represje związane z polityką dyskryminacji ludności żydowskiej. np. eliminacja ze służby publicznej (w 1933 roku bojówkarze NSDAP zajęli budynek sądu, aby nie dopuścić do miejsca pracy osób pochodzenia żydowskiego) czy wypraszanie z restauracji osób z semickimi rysami twarzy. W 1934 roku Żydom odebrano niemieckie obywatelstwo. W 1935 roku na oleśnickim rynku doszło do wystąpień antyżydowskich przed żydowskimi sklepami, których okna zamalowano smołą. Oleśnickich Żydów objęły także ograniczenia dotyczące przystępowania i wykonywania wolnych zawodów, dostępu do uczelni wyższych. Podczas Nocy Kryształowej spalono budynek Nowej Synagogi i zniszczono sklepy żydowskie. Część Żydów wyemigrowała z Oleśnicy, pozostali zostali wywiezieni do obozów przejściowych (m.in. Tormersdorf, Grüssau, Riebnig), a następnie do obozów koncentracyjnych: Theresienstadt, Sachsenhausen, Dachau, Auschwitz, Buchenwald. W 1942 roku Oleśnicę zamieszkiwały już tylko cztery osoby pochodzenia żydowskiego ze względu na fakt, iż pozostawały w mieszanych związkach małżeńskich. Po wojnie społeczność żydowska w mieście się nie odbudowała.

## Synagogi

### Stara Synagoga
Uważa się, że pierwsza oleśnicka synagoga powstała w XIV wieku. Pierwsze pisane wzmianki na jej temat pochodzą z 1417  lub 1420 roku. Synagoga znajdowała się przy murach miejskich w okolicy tzw. furty żydowskiej . W 1530 roku przeprowadzono remont budowli i dobudowano do niej przedsionek . W nim też miała się mieścić drukarnia Chaima Schwarza. W 1535 roku budynek przestał pełnić role synagogi. Wykorzystywano go jako arsenał, magazyn, a ostatecznie jako kościół protestancki.

Synagoga była gotycką, halową i dwunawową budowlą na planie prostokąta. Wewnątrz znajdowały się dwa filary, które podtrzymywały sześciopolowe sklepienie. Wymiary pomieszczenia, w którym się modlono, wynosiły 9,50 m × 11,80 m. Nieznana jest data budowy czworobocznej wieży .

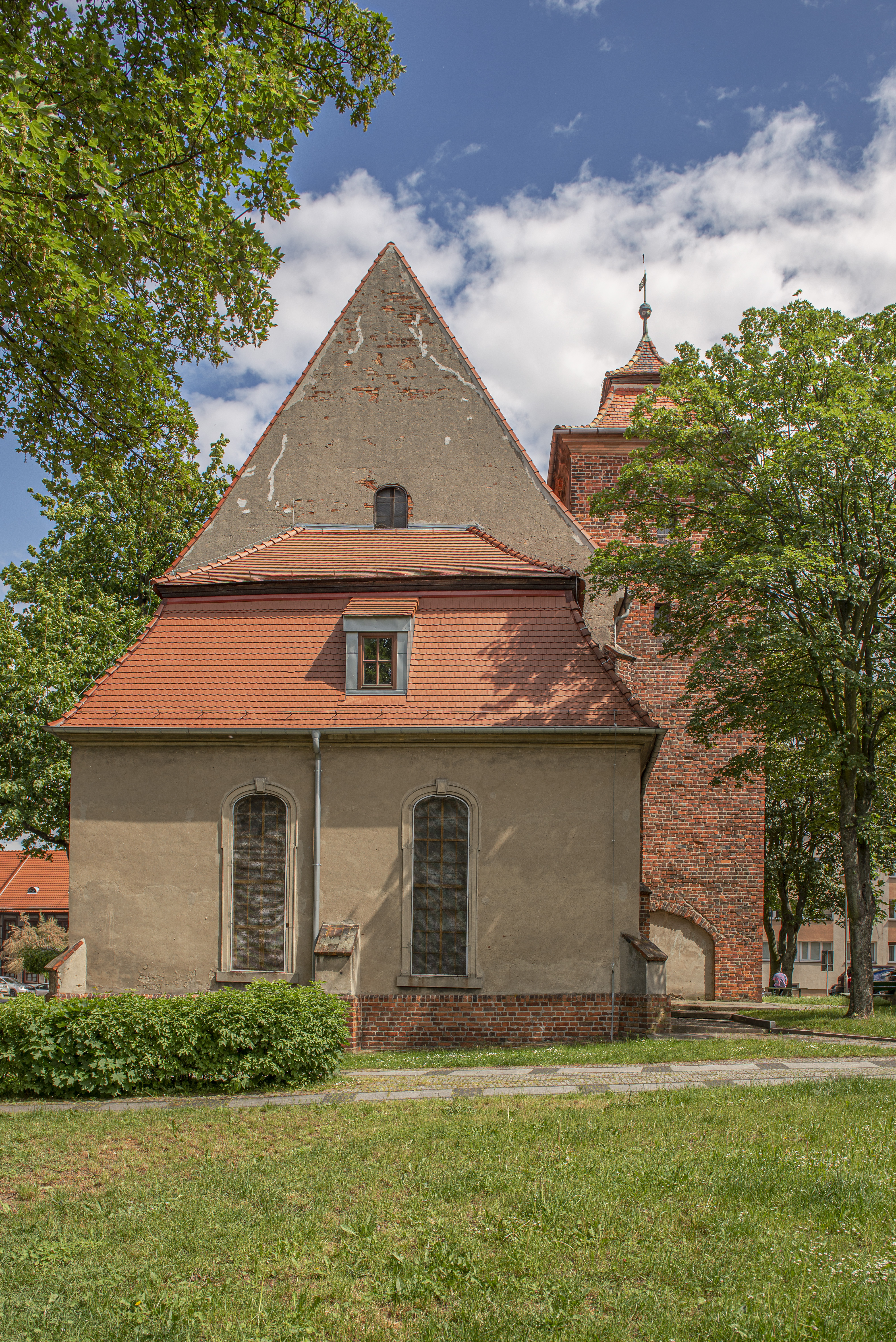
Widok na zachodnią stronę budynku
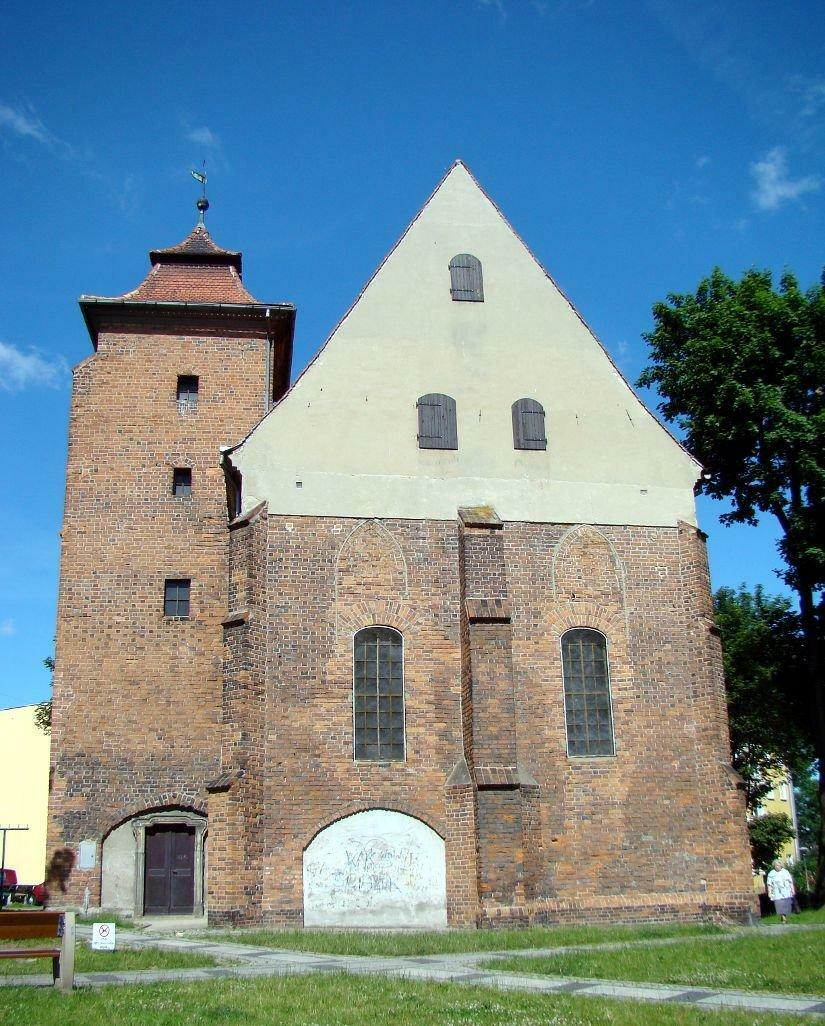
Widok na wschodnią część budynku
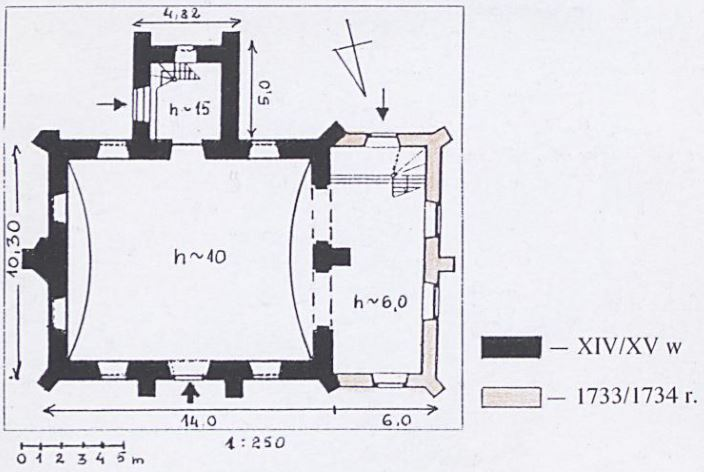
Rzut poziomy budynku

### Nowa Synagoga
Po powrocie do miasta w XVIII wieku Żydzi początkowo modlili się w wynajętym pomieszczeniu. W 1839 roku gmina żydowska otrzymała zgodę na budowę nowej synagogi, a rok później odbyło się jej uroczyste otwarcie. Budynek przylegał do wewnętrznej strony murów miejskich i powstał na planie prostokąta z dwuspadowym dachem. Jej wystrój przypominał ten znany z synagog judaizmu reformowanego. Aron ha-kodesz zespolony był z bimą. Ławki z pulpitami ustawione były frontalnie do aron ha-kodesz, który flankowany był kolumnami. Główną salę oświetlały cztery duże okna. Na jego szczycie znajdowały się Tablice Przykazań. Została spalona w nocy z 9 na 10 listopada 1938 roku.

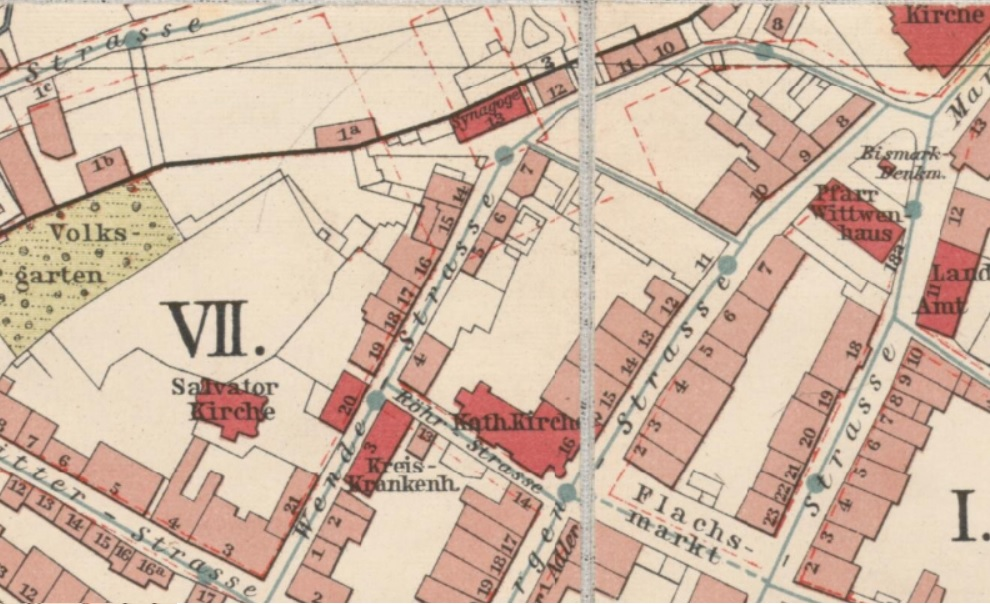
Lokalizacja nowej synagogi (Synagoge 13) na mapie z 1899 roku
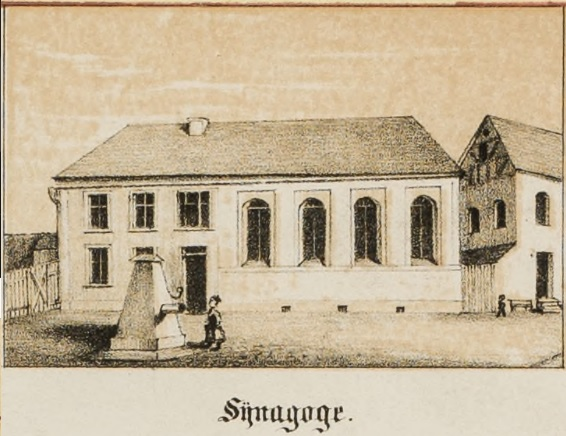
Fragment litografii Adolfa Groegera z 1850 roku z ukazanym budynkiem nowej synagogi
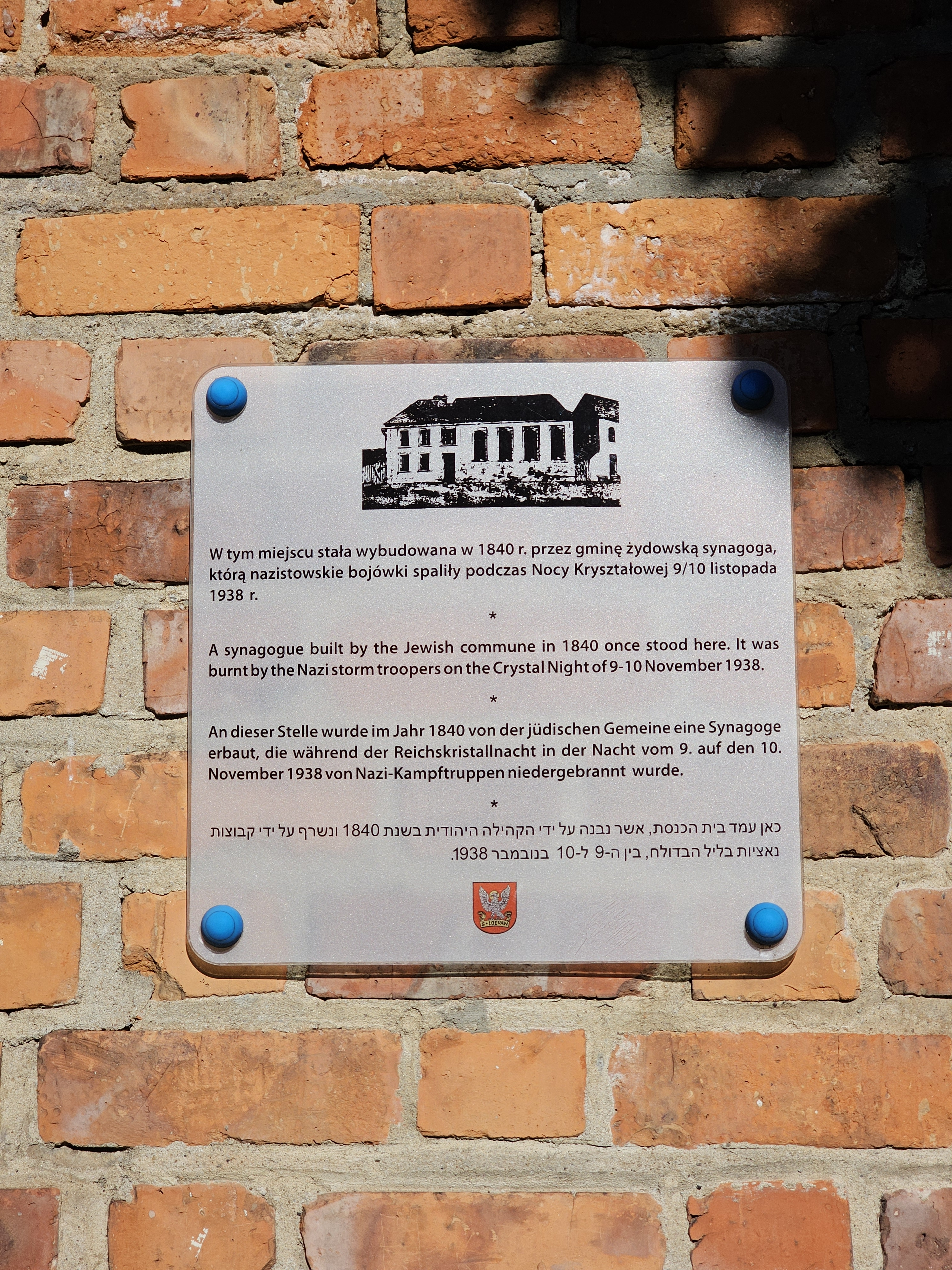
Tabliczka upamiętniająca synagogę

## Cmentarz
W drugiej dekadzie XIX wieku władze pruskie wydały nakazy, aby społeczności żydowskie zakładały cmentarze w miejscach swojego zamieszkania, w celu uniknięcia przewożenia ciał na dalekie odległości. W 1821 roku oleśnicka gmina żydowska nabyła grunt o powierzchni 0,15 ha. Do tej pory lokalny kahał użytkował cmentarze w Miłocicach i Twardogórze. Na cmentarzu wzniesiono dom pogrzebowy oraz studnię do obmywania ciał. W trakcie II wojny światowej mienie gminy żydowskiej zostało przejęte przez związek Reichsvereinigung der Juden in Deutschland. W 1941 roku doszło do zbezczeszczenia macew. W 1943 roku gmina oleśnicka podjęła rozmowy z Reichsvereinigung der Juden in Deutschland w celu sprzedaży terenu cmentarza miastu, co sfinalizowano w 1944. Cmentarz przetrwał wojnę, ale ulegał powolnej dewastacji. W 1969 roku Miejska Rada Narodowa podjęła decyzje o likwidacji nekropolii, a jej teren został przeznaczony pod rozbudowę pobliskich koszar wojskowych.

## Znani oleśniccy Żydzi
Poniżej znajduje się lista znanych oleśnickich Żydów:
- Edwin Oppler – niemiecki architekt, sporządził plany m.in. Nowej Synagogi we Wrocławiu[16],
- rodzina Bielschowskych – właściciele młynu, magazynów, sklepów, banku, lokalni działacze polityczni[26],
- rodzina Tockussów – właściciele sklepów i lokalni działacze polityczni i społeczni[27], np. Nany Tockuss przewodniczyła Żydowskiemu Stowarzyszeniu Kobiet w Oleśnicy w 1932 roku[20], a Carl Tockuss stał na czele Chewry Kadiszy[17],
- dr Nachum Wahrmann (ur. w Podhajcach) – rabin powiatu oleśnickiego w latach 1929–1939, posiadał polskie obywatelstwo, wykładowca Żydowskiego Seminarium Teologicznego we Wrocławiu, w 1939 roku wyjechał do Palestyny[21][28].